# 阿芙乐尔号巡洋舰
阿芙罗拉号巡洋舰（俄語：Авро́ра，羅馬化：Avrora，IPA：[ɐˈvrorə]）原为俄国波罗的海舰队的一艘巡洋舰，这艘传奇的巡洋舰经历了两次革命和三场战争，因参加十月革命而闻名于世。

## 艦艇歷史
阿芙乐尔号巡洋舰1900年在圣彼得堡的海军船厂下水，于1902年建成服役。舰长124米，舰宽17米，排水量6730吨。“阿芙乐尔”意为“曙光”，在古罗马神话中是指司晨的女神。阿芙乐尔号艦名繼承於1835年下水的快速帆船Аврора，而Аврора（快速帆船）的艦名則源自沙皇尼古拉一世皇后的侍女Аврора Карловна Карамзина。

### 日俄戰爭倖存
1904年日俄战争爆发，阿芙罗拉号随俄国第二太平洋舰队被派往远东增援，1905年5月在对马海峡海战中俄国舰队几乎是全军覆没。阿芙乐尔号脱离了俄国舰队，掉头穿过对马海峡，最后到达马尼拉被扣留，战后归还俄国。

### 沙皇國與革命
在第一次世界大战中，1916年因作战受伤到船厂维修。
1917年二月革命时，舰上水兵发动起义，参加推翻沙皇的斗争。
1917年11月7日（俄历10月25日）阿芙乐尔号的官兵接受布尔什维克党指示，开进涅瓦河。21时45分，阿芙乐尔号巡洋舰率先向当时的临时政府所在地冬宫开炮（“十月革命一声炮响”就是指阿芙乐尔号巡洋舰炮打冬宫发出进攻的信号）。
1923年起，阿芙乐尔号被编为训练舰。

### 二戰的經歷
在第二次世界大战中，1941年6月22日，德国入侵苏联，三個月後，隨即發生列寧格勒圍城戰，蘇聯紅軍於是从阿芙乐尔号上拆下9门火炮，组成“波罗的海舰队独立特种炮兵连”，部署在列宁格勒（圣彼得堡）城郊抵抗德军的进攻，而阿芙乐尔号本身因无力抵挡德军的轰炸在港口自沉，直到战争后期，才被打捞出水并进行了修复。
从1948年起，阿芙乐尔号作为“十月革命”的纪念舰永久性停泊在涅瓦河畔，并成为海军博物馆供游客参观。

## 荣誉
“阿芙乐尔”号曾两次获得勋章：1927年获红旗勋章，1968年获十月革命勋章。

## 外部連結
- （英文） （俄文） 官方网站（页面存档备份，存于）
- The History of the Russian Navy - Defeat at Port Arthur （页面存档备份，存于）
- HNSA Web Page: Cruiser Aurora
- Aurora Cruiser Museum Ship (Saint Petersburg) （页面存档备份，存于）